# 분레이역

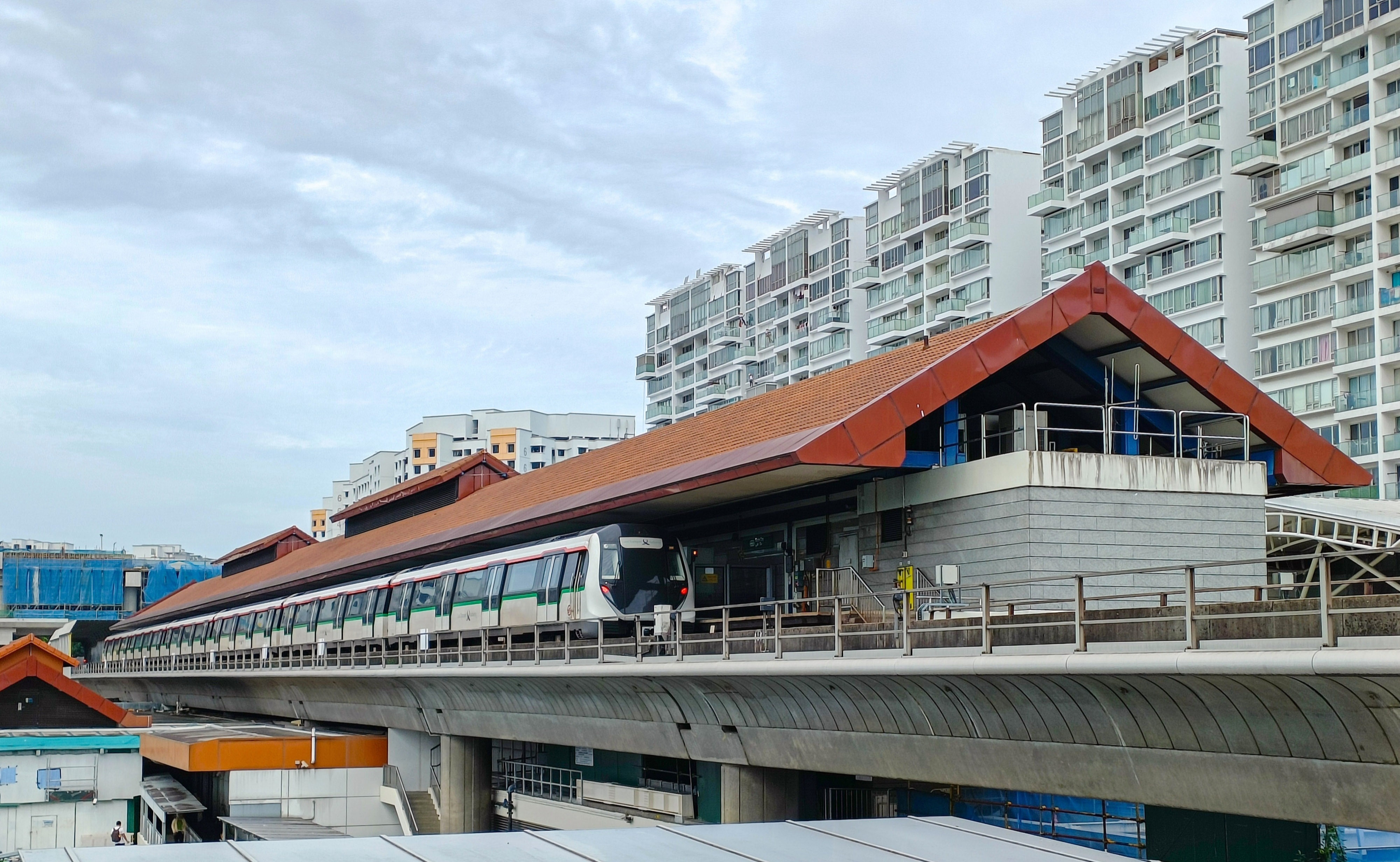

분레이역(Boon Lay MRT station)은 싱가포르 주롱 웨스트에 있는 이스트웨스트선(EWL)에 있는 MRT(Mass Rapid Transit) 역이다. 분레이웨이를 따라 위치한 이 역은 분레이 통합 교통 허브의 일부로 분레이 버스 인터체인지 및 주롱 포인트와 통합되어 있다. 역 주변의 다른 랜드마크로는 SAFRA 클럽하우스와 주롱 웨스트 공공 도서관이 있다.
처음에는 주롱웨스트역으로 발표되었으나 1987년 8월 결정이 번복되기 전에 잠시 보류되었다. EWL 역은 1990년 7월 6일에 개통되었으며 초기 MRT 네트워크에서 완공된 마지막 역이었다. 2009년 주군역까지 노선이 연장되기 전까지 EWL의 종착역이었다. 2018년 5월, 2027년 1단계 개통 시 주롱 지역선과의 환승역이 될 것이라고 발표되었다.